# Laurent Bonnart
Pour les articles homonymes, voir Bonnart.
Laurent Bonnart, né le 25 décembre 1979 à Chambray-lès-Tours (Indre-et-Loire), est un footballeur français qui évolue au poste de défenseur.

## Biographie

### Début de carrière
Laurent Bonnart commence sa carrière dans le club de Tours.  avant d'être transféré au sein de l'équipe du Mans en 1998. Il joue son premier match au Mans le 21 août 1999 contre l'AS Cannes lors de la cinquième journée de Ligue 2. Il marque son premier but le 15 avril 2000 contre Nice lors de la 33e journée de Ligue 2.
Lors de la saison 2002-2003, Le Mans finit deuxième de Ligue 2 et monte en Ligue 1, il joue son premier match de Ligue 1 dès la première journée contre Lens mais le club finit 19  et redescend.
La saison suivante, le club remonte immédiatement en 1re division en finissant de nouveau second.
Progressivement, il devient un cadre de cette équipe et devient le capitaine emblématique de la montée puis du maintien du MUC entre 2004 et 2007. Après plus de neuf saisons passées au club sarthois, il bénéficie d'un bon de sortie à faible prix pour remerciement pour services rendus. Il part alors pour 500 000 euros à l'Olympique de Marseille.

### Olympique de Marseille
Arrivé sur la Canebière lors du marché des transferts estival 2007, il est l'une des révélations marseillaises de la saison 2007-2008. Recruté en tant que doublure de Taye Taiwo, Laurent Bonnart est placé à droite à la place de Habib Beye qui part peu de temps avant la fin du mercato. 
Il joue son premier match sous le maillot de l'OM le 11 août suivant face à Rennes. Le 18 septembre 2007, il joue son premier match européen contre le Bekistas lors de la phase de poule de Ligue des champions. Grâce à de bonnes prestations, il s'installe à une place de titulaire à ce poste et impressionne par son apport défensif ainsi qu'offensif.
Ses performances remarquées lui valent d'être reconnu par ses pairs lors des trophées UNFP 2008, Bonnart figurant dans l'équipe type de Ligue 1 de la saison 2007-2008 au poste de meilleur latéral droit.
En fin de saison 2009-2010, Didier Deschamps nomme Laurent Bonnart capitaine pour deux rencontres de championnat face à Lens (victoire 1-0) et Nice (victoire 4-1).
Quelques semaines plus tard, Laurent Bonnart refuse une prolongation de son contrat avec l'OM et se retrouve sans club. 

### AS Monaco puis Lille OSC
Il s'entraîne avec la réserve du Mans, où il a passé neuf saisons entre 1998 et 2007, durant l'été 2010, jusqu'à sa signature pour trois saisons avec l'AS Monaco le 21 septembre 2010. Il joue son premier match sous les couleurs du club de la principauté le 2 octobre 2010 contre Brest lors de la huitième journée de Ligue 1.
À la suite de la relégation en Ligue 2 cette même saison, l'AS Monaco propose à Bonnart de baisser son salaire de 50 %, ce qu'il refuse. Son contrat est par conséquent résilié,. 
Le 18 juillet 2011, il s'engage finalement avec Lille pour une durée de deux ans. Il joue son premier match avec Lille le 17 septembre 2011 face au FC Sochaux. Ces années dans le Nord sont synonyme de déclin pour le joueur qui ne jouera que 16 matchs seulement en L1 au cours de ces deux saisons.

### Fin de carrière
Il rebondit à l'AC Ajaccio le 18 juin 2013. Il joue son premier match en corse dès la première journée de Ligue 1 contre Saint-Étienne. 
Après une saison mitigée (seulement 20 titularisations en Ligue 1), notamment due à des blessures, et la relégation de l'AC Ajaccio, il rejoint la Berrichonne de Châteauroux le 21 juillet 2014. Il gagne son premier match 2 à 1 contre Limoges en amical mais perd son premier match officiel contre Troyes (0-1). Il marque son premier but avec Châteauroux le 16 novembre 2014 en Coupe de France contre le CA Meymacois. À l'issue de la saison, il prend sa retraite après que le club a été relégué en nationale en terminant à la 19e place du championnat.

## Statistiques
| Saison                | Club                   | Championnat           | Championnat | Championnat | Coupe(s) nationale(s) | Coupe(s) nationale(s) | Compétition(s) continentale(s) | Compétition(s) continentale(s) | Compétition(s) continentale(s) | Total | Total |
| Saison                | Club                   | Division              | M.          | B.          | M.                    | B.                    | Comp.                          | M.                             | B.                             | M.    | B.    |
| 1997-1998             | Tours FC               | National              | 16          | 2           | -                     | -                     | -                              | -                              | -                              | 16    | 2     |
| 1998-1999             | Le Mans FC             | Ligue 2               | -           | -           | -                     | -                     | -                              | -                              | -                              | 0     | 0     |
| 1999-2000             | Le Mans FC             | Ligue 2               | 13          | 1           | -                     | -                     | -                              | -                              | -                              | 13    | 1     |
| 2000-2001             | Le Mans FC             | Ligue 2               | 33          | 0           | 4                     | 0                     | -                              | -                              | -                              | 37    | 0     |
| 2001-2002             | Le Mans FC             | Ligue 2               | 33          | 1           | 3                     | 0                     | -                              | -                              | -                              | 36    | 1     |
| 2002-2003             | Le Mans FC             | Ligue 2               | 38          | 2           | 4                     | 0                     | -                              | -                              | -                              | 42    | 2     |
| 2003-2004             | Le Mans FC             | Ligue 2               | 27          | 0           | 4                     | 0                     | -                              | -                              | -                              | 31    | 0     |
| 2004-2005             | Le Mans FC             | Ligue 2               | 35          | 0           | 3                     | 0                     | -                              | -                              | -                              | 38    | 0     |
| 2005-2006             | Le Mans FC             | Ligue 1               | 35          | 0           | 2                     | 0                     | -                              | -                              | -                              | 37    | 0     |
| 2006-2007             | Le Mans FC             | Ligue 2               | 20          | 0           | 2                     | 0                     | -                              | -                              | -                              | 22    | 0     |
| 2007-2008             | Olympique de Marseille | Ligue 1               | 35          | 0           | 5                     | 0                     | C1+C3                          | 6+4                            | 0+0                            | 50    | 0     |
| 2008-2009             | Olympique de Marseille | Ligue 1               | 31          | 0           | 3                     | 0                     | C1+C3                          | 8+2                            | 0+0                            | 44    | 0     |
| 2009-2010             | Olympique de Marseille | Ligue 1               | 31          | 0           | 5                     | 0                     | C1+C3                          | 4+4                            | 0+0                            | 44    | 0     |
| 2010-2011             | AS Monaco              | Ligue 1               | 25          | 0           | 3                     | 0                     | -                              | -                              | -                              | 28    | 0     |
| 2011-2012             | LOSC Lille             | Ligue 1               | 11          | 0           | 3                     | 0                     | C1                             | 1                              | 0                              | 15    | 0     |
| 2012-2013             | LOSC Lille             | Ligue 1               | 5           | 0           | 2                     | 0                     | C1                             | 1                              | 0                              | 8     | 0     |
| 2013-2014             | AC Ajaccio             | Ligue 1               | 23          | 0           | 2                     | 0                     | -                              | -                              | -                              | 25    | 0     |
| 2014-2015             | LB Châteauroux         | Ligue 2               | 29          | 0           | 5                     | 1                     | -                              | -                              | -                              | 34    | 1     |
| Total sur la carrière | Total sur la carrière  | Total sur la carrière | 440         | 6           | 50                    | 1                     | -                              | 30                             | 0                              | 520   | 7     |

## Palmarès

### En club
Il est vice-champion de Ligue 2 en 2003 et en 2005 avec le Mans FC.
Avec l'Olympique de Marseille, il est champion de France en  2010 après avoir été vice-champion  2009. Il remporte également la coupe de la ligue en  2010 en battant les Girondins de Bordeaux trois buts à un.

### Distinction personnelle
Il est membre de l'équipe type de Ligue 1 en 2008.